# ذخیره‌گاه زیست‌کره جبل الریهان
ذخیره‌گاه زیست‌کره جبل الریهان یک ذخیره‌گاه زیست‌کره در لبنان است.